# Lagon Bleu (France)
Pour les articles homonymes, voir Lagon bleu.
Le lagon Bleu est un site naturel de France situé dans l'atoll de Rangiroa, en Polynésie française.
Dans la langue paumotu, on le désigne sous l'appellation Motu Ta'aeo.

## Géographie

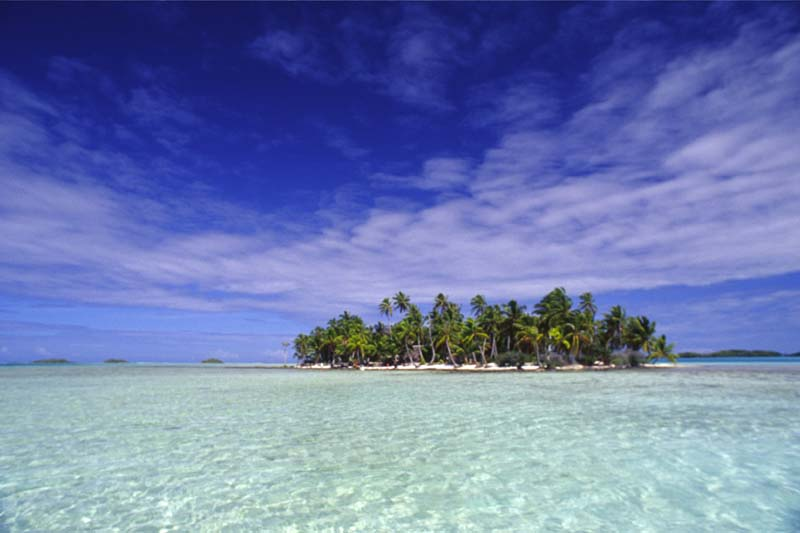
Un motu du lagon Bleu

Le lagon Bleu est un petit lagon au sein du lagon de Rangiroa. Sa très faible profondeur contribue à créer une palette unique de bleu visible même à haute altitude depuis un avion. Situé au nord ouest de l'atoll il fait face à l'atoll de Tikehau distant d'environ 30 km. Il est encerclé par quelques petites îles (motu) qui le protègent de l'océan et du lagon principal parfois colérique.

## Activité
La seule activité proposée consiste en une excursion d'une journée avec pique-nique organisée par quelques familles polynésiennes. Après le déjeuner constitué habituellement du plat polynésien : « poisson cru au lait de coco » suivi généralement du repas des requins, essentiellement des requins à pointes noires juvéniles et plus rarement des requins citrons, qui servent pour l'occasion de poubelles de table ainsi que les mouettes. Pour les petits requins à pointe noire (mao mauri), il s'agit d'une nurserie abritée, où ils peuvent se développer à l'abri des prédateurs (requins tigres notamment), familiers du lagon, surtout en saison de ponte des tortues.

## Préservation
Les organisateurs font très attention aux déchets et préservent le site. Les familles propriétaires des motu du lagon Bleu ont toujours refusé une exploitation touristique massive, de ce fait le lagon Bleu conserve un caractère intimiste.

## Particularités
Des toilettes (non fonctionnelles) en plein milieu d'une île subsistent, c'est un clin d'œil à la « modernité ». La qualité de la lumière, du fait de l'interaction du sable et de la faible profondeur du lagon, en fait un endroit de choix pour les photographes. L'île aux oiseaux, située à la périphérie du lagon, héberge des espèces assez rares qui trouvent dans ce lieu un havre de paix. C'est aussi un endroit privilégié pour dénicher les désormais très rares kaveu, crabes de cocotier (Birgus latro).  